# Blesendorf (Heiligengrabe)
Blesendorf ist ein Ortsteil der Gemeinde Heiligengrabe im Landkreis Ostprignitz-Ruppin in Brandenburg. 

## Geographie
Nordöstlich vom Ort hat die Glinze, ein rechter Zufluss der Dosse, ihre Quelle. Südwestlich verläuft die A 24 und östlich die A 19.